# (20289) Nettimi
Nettimi (asteroide n.º 20289) es un asteroide del cinturón principal, a 2,0330248 UA. Posee una excentricidad de 0,1239631 y un período orbital de 1 291,29 días (3,54 años).
Nettimi tiene una velocidad orbital media de 19,55161412 km/s y una inclinación de 6,44922º.
Este asteroide fue descubierto en 20 de marzo de 1998 por LINEAR.